# Kosmos 116
O Kosmos 116 (em russo: Космос 116) também denominado DS-P1-Yu Nº 5, foi um satélite artificial soviético lançado ao espaço com sucesso no dia 26 de abril de 1966 através de um foguete Kosmos-2I a partir de Kapustin Yar.

## Características
O Kosmos 116 foi o quinto membro da série de satélites DS-P1-Yu e o quarto lançado com sucesso após o fracasso do lançamento do segundo membro da série. Sua missão era testar sistemas antissatélites e antimíssil soviéticos.
O Kosmos 116 foi injetado em uma órbita inicial de 478 km de apogeu e 294 km de perigeu, com uma inclinação orbital de 48,4 graus e um período de 92,0 minutos. Reentrou na atmosfera terrestre em 3 de dezembro de 1966.